# Gansu Wind Farm

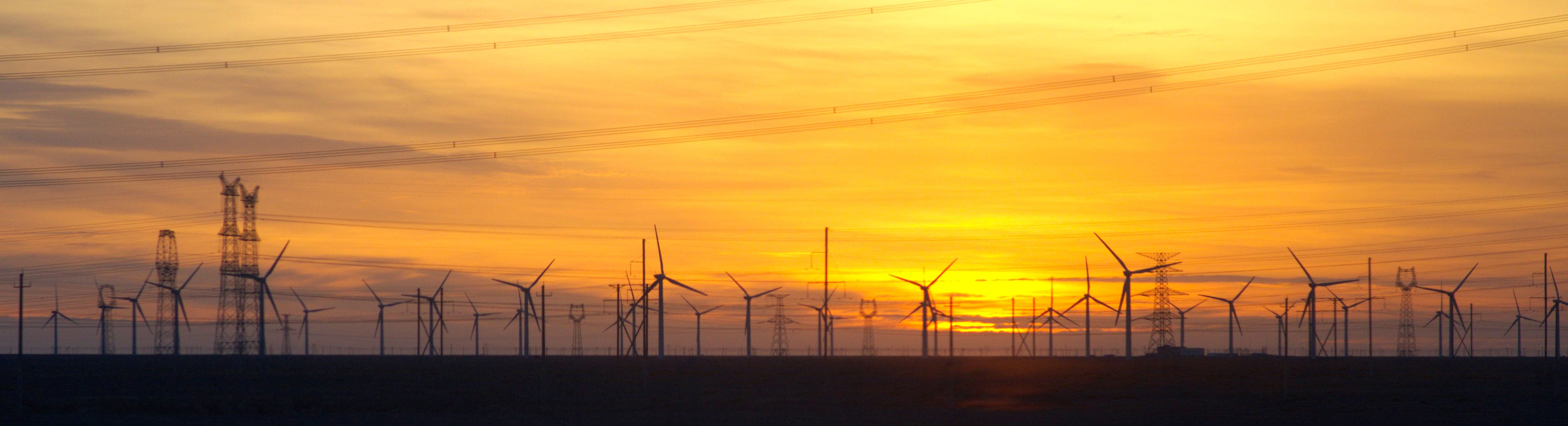
En del av Gansu Wind Farm i Kina

Gansu Wind Farm, även kallat Jiuquan Wind Power Base, är en samling stora vindkraftsparker under konstruktion i Gansu-provinsen i Kina. De är belägna i ökenområden i närheten av staden Jiuquan i den nordvästra delen av provinsen där goda vindförhållanden råder.
Gansu Wind Farm är ett av sex större nationella vindkraftsprojekt godkända av den kinesiska staten. Uppskattningsvis kommer projektet år 2020 generera 20 000 megawatt och kostnaden för investeringen beräknas bli ungefär 120 miljarder kinesiska yuan. Gansu Wind Farms kapacitet är jämlik kapaciteten hos det japanska kärnkraftverket Kashiwazaki-Kariwa.
Byggnationen av vindkraftverken påbörjades i augusti 2009. Vid färdigställandet kommer Gansu Wind Farm bli en av världens största vindkraftsparker.